# Маккей, Питер
Достопочтенный Пи́тер Го́рдон Макке́й (англ. Peter Gordon MacKay; род. 27 сентября 1965, Нью-Гласгоу, Новая Шотландия, Канада) — канадский политик, министр национальной обороны Канады (с 14 августа 2007 года по 15 июля 2013 года). Министр юстиции Канады с 13 июля 2013 года по 4 ноября 2015 года.
Он был последним главой Прогрессивно-консервативной партии Канады. В декабре 2003 года поддержал объединение партии с Канадским союзом для образования новой Консервативной партии Канады.

## Биография
Питер Маккей получил диплом по праву и в 1991 был принят в новошотландскую коллегию адвокатов. Он практиковал как адвокат, а также как работник судебного ведомства в различных судебных органах.
Впервые в Палату общин Канады был избран в июне 1997 от округа Пикту-Антигониш-Гайсборо под знамёнами Прогрессивно-консервативной партии Канады. В ноябре 2000 был переизбран.
31 мая 2003 сменил бывшего федерального премьер-министра Джо Кларка во главе Прогрессивно-консервативной партии. В августе 2003 был опубликован опрос IPSOS-Reid, свидетельствующий об ослаблении поддержки партии за три месяца с 19 % до 12 % в канадском общественном мнении. Тогда он начал переговоры с Канадским союзом с целью объединить два движения в новую партию — Консервативную партию Канады.
6 декабря 2003 внутреннее голосование в Прогрессивно-консервативной партии утвердило проект объединения с большинством в 90,4 % делегатов. 13 января 2004 Питер Маккей объявил, что он не стремится в руководство новой партией. 1 февраля 2004 значительное большинство прогрессивно-консервативных активистов и избранников вступили в новообразование, а депутаты ещё и вошли в новую парламентскую группу, тогда как незначительное меньшинство, включая бывшего премьер-министра Джо Кларка, решили остаться верными прежней принадлежности, а третья группа решила заседать как «независимые».
22 марта 2004 он назначен Стивеном Харпером помощником главы после признания последнего главой Консервативной партии.
28 июня 2004 он легко переизбирается в Палату общин на выборах, вызванных реорганизацией избирательных округов от нового округа Центр Новой Шотландии. На канадских федеральных выборах 2006 он был снова переизбран. 6 февраля 2006 он дал присягу в кабинете премьер-министра Стивена Харпера как министр иностранных дел. Затем он становится министром национальной обороны и министром, ответственным за Агентство экономического стимулирования Атлантической Канады. Снова переизбран на канадских федеральных выборах 2008.
25 января 2011, во время речи по приезде в Виннипег г-на Шварценеггера Питер Маккей ошибочно упомянул о канадских провинциях, граничащих с Калифорнией.
В мае 2015 объявил, что не будет баллотироваться в парламент на ноябрьских выборах.

### Личная жизнь
В сентябре 2006 года газета The New York Times сообщила о возможных близких взаимоотношениях Маккея c государственным секретарём США Кондолизой Райс.
В 2012 году Маккей женился на канадке иранского происхождения Назанин Афшин-Джем (р. 1979), являющейся Мисс Канада-2003. В 2013 году у них родился сын, а в 2015 году родилась дочь.

## Комитеты Палаты общин
В Палате общин Канады Питер Маккей был членом:
- во время 36-го созыва (1997—2002) Постоянного комитета юстиции и прав человека и различных подкомитетов;
- во время 38-го созыва (2002—2004) Постоянного комитета юстиции и прав человека (переименованного в ходе 3-й сессии в Постоянный комитет юстиции, прав человека, общественного порядка и гражданской обороны) и различных подкомитетов;
- во время 38-го созыва (с 2004) двух подкомитетов.

## Галерея изображений
- Во время приведения к присяге 6 февраля 2006
- Питер Маккей и Кондолиза Райс, 13 апреля 2006
- В Бразилии, рядом со своим бразильским коллегой Селсу Аморином
- В Бразилии
- Маккей с Кондолизой Райс и министром иностранных дел Мексики Патрисией Эспиносой, 6 июля 2007
- Конференция по безопасности в Мюнхене, 8 февраля 2009